# Шалль, Симон
Симон Шалль (фр. Simon Challe; сентябрь 1719, Париж — 14 октября 1765, Париж) — французский скульптор.

## Биография
Родился в 1719 году в Париже в бедной семье плотника Мишеля Шалля (1685—1748) и его жены Катрин, урождённой Рокен (1695—1759). Его братом был Шарль Мишель Анж Шалль (1718—1778), в дальнейшем ставший художником и архитектором.
В 1743 году получил Римскую премию первой степени в области скульптуры, после чего, по условиям премии, получил возможность отправиться в Рим, где с 1744 по 1752 год жил и работал во Французской академии на Вилле Медичи. 
Через несколько лет после возвращения во Францию, стал академиком (действительным членом) Королевской академии живописи и скульптуры (1756). Регулярно выставлялся на ежегодном Парижском салоне в период с 1755 по 1765 год.
Активно участвовал в создании скульптурного убранства для парижской церкви Святого Роха, для которой выполнил, в первую очередь, кафедру и мраморную статую святого Григория в полный рост. Известен также ряд других скульптур работы Шалля («Мелеагр», «Наяда», «Христофор Колумб», а также терракотовая скульптура, изображающая будущего генералиссимуса Тюренна, ребёнком, спящим на лафете пушки, и др.).
Скончался скульптор Шалль в 1765 году в Париже.

## Галерея

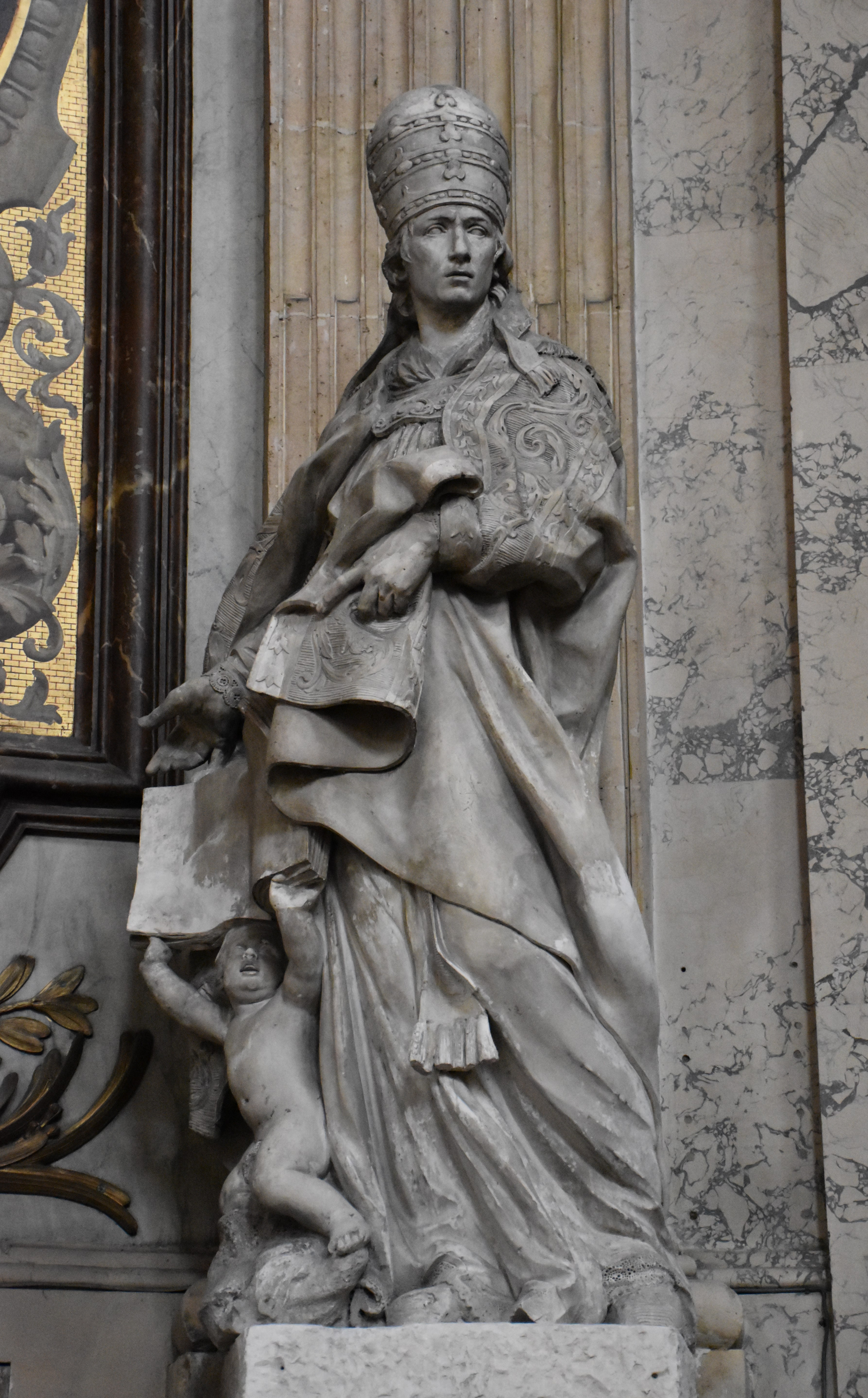
Святой Григорий, церковь Святого Роха (Париж)
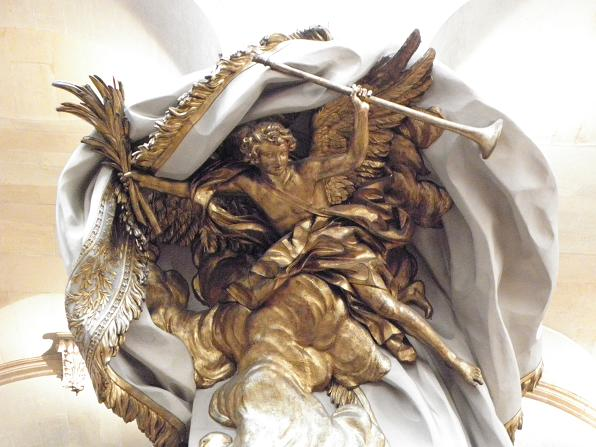
Кафедра (фрагмент), церковь Святого Роха (Париж)
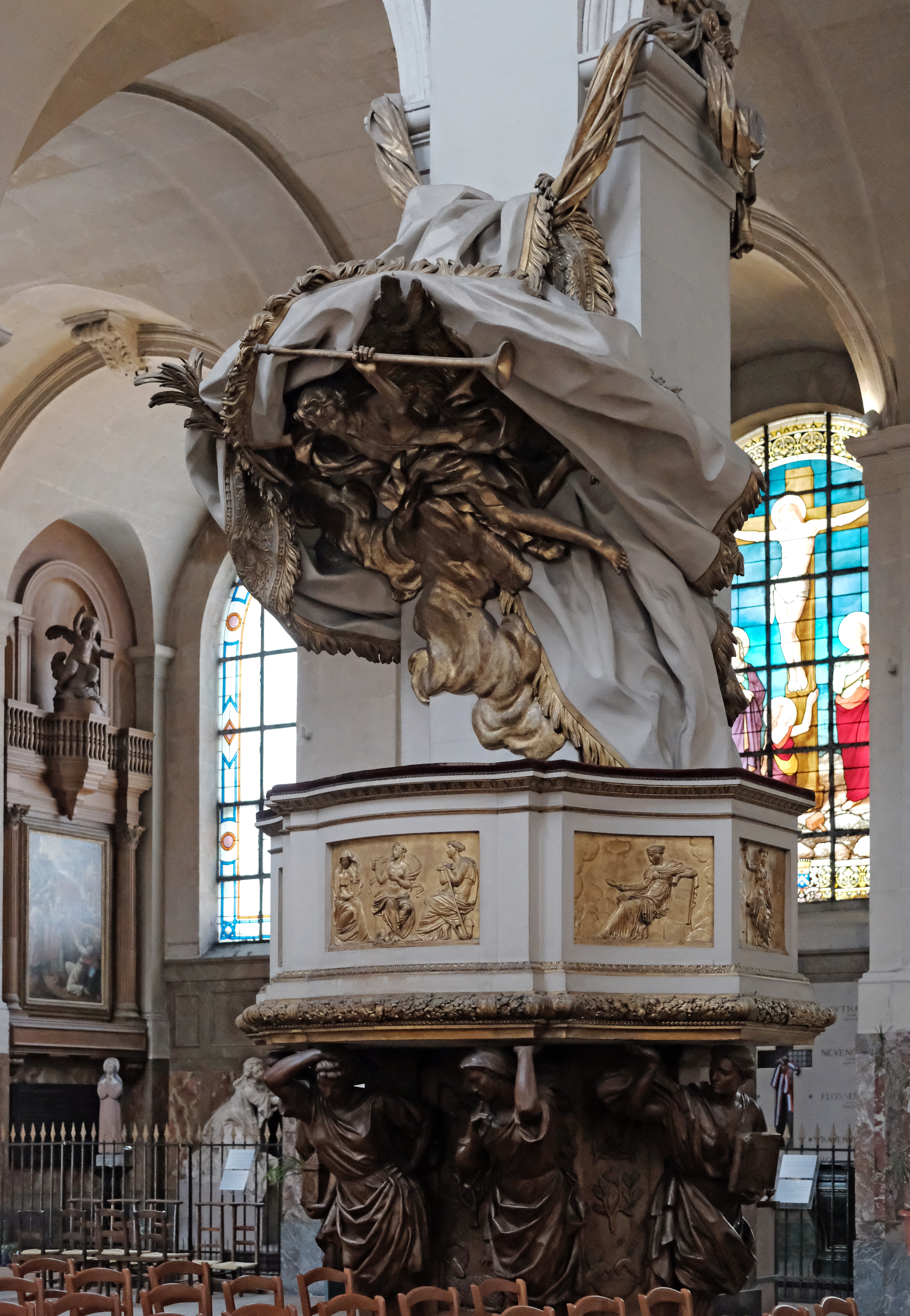
Кафедра (общий вид)
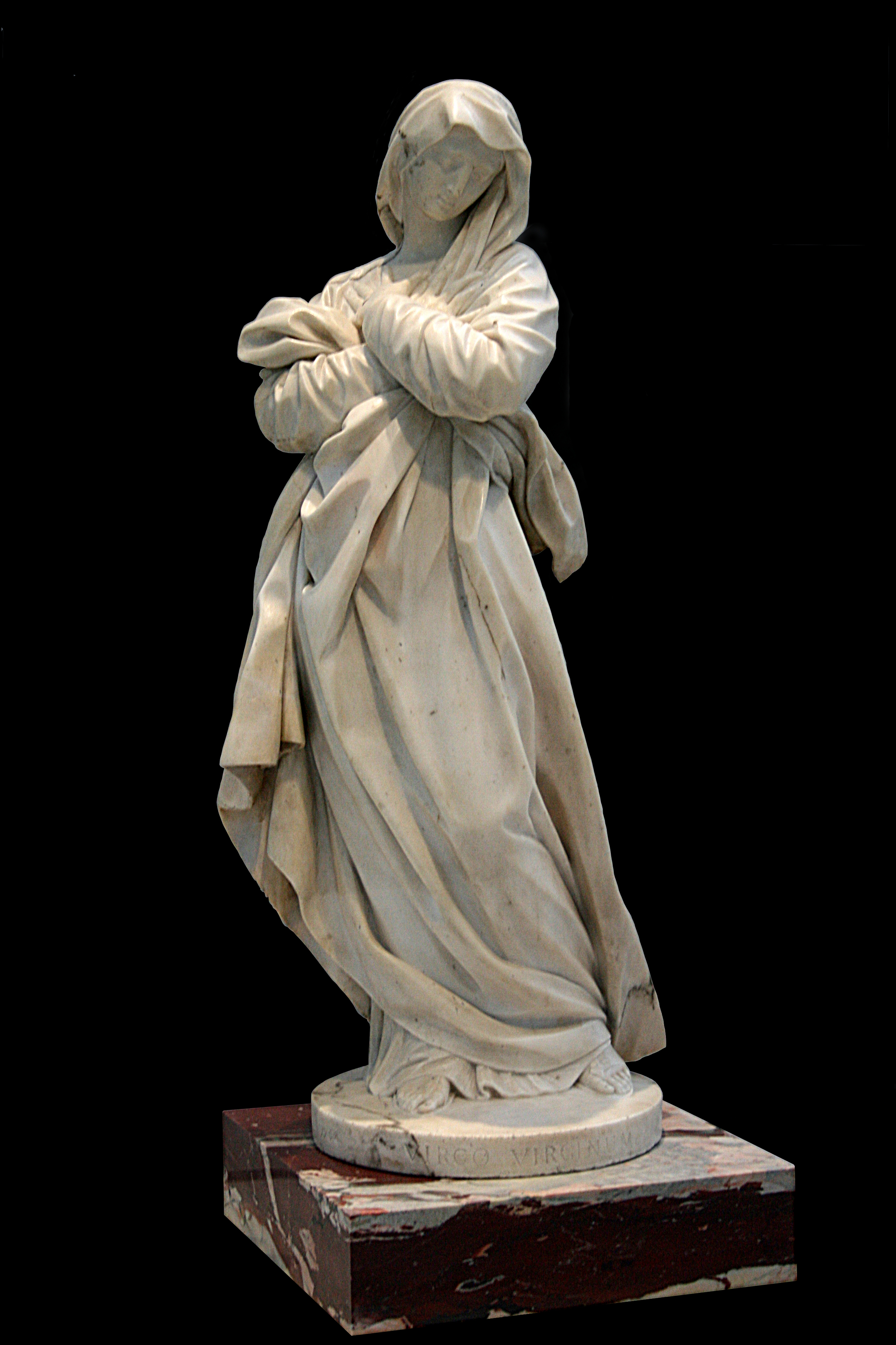
Богоматерь Непорочного Зачатия, 1764, мрамор, Лувр